# La historia de Nastagio degli Onesti
La historia de Nastagio degli Onesti es una narración de Giovanni Boccaccio, conocida principalmente por un ciclo de cuatro cuadros del pintor italiano renacentista Sandro Botticelli. Las pinturas fueron ejecutadas en 1483, al temple sobre tabla.
Se creía que cada pintura de esta serie pictórica había sido parte de un cassone. Los cassoni matrimoniales eran arcones o baúles de lujo elaborados como regalo nupcial, que se decoraban en sus lados mayores con pinturas alegóricas, generalmente con un contenido moralizante que se consideraba apropiado para la joven pareja. La hipótesis actualmente más extendida apunta a que estas tablas son demasiado grandes para un arcón, y que en realidad eran spallieras: paneles decorativos que se encastraban en paredes forradas de madera (similares a las boiseries francesas). El único dato seguro es que fueron un encargo de Lorenzo el Magnífico (otras fuentes indican a Antonio Pucci, padre del novio) como regalo para Giannozzo Pucci con ocasión de su matrimonio con Lucrezia Bini, matrimonio celebrado en 1483. En el tercer y cuarto panel aparecen los escudos de armas de las dos familias.
Botticelli representó la historia, tomada de la octava novella de la Quinta Jornada del Decamerón de Boccaccio: «El infierno de los amantes crueles». Se trata de la historia de un joven de Rávena, Nastagio degli Onesti, rechazado por su amada. Ve en el bosque a una mujer perseguida por un jinete, quien la ataca y mata; inmediatamente, ella se levanta y vuelve a repetirse el castigo sin fin, debido a que se trata de fantasmas, una maldición, debido a que la joven perseguida no atendió a los requerimientos de su pretendiente y este se suicidó. Nastagio cree que tal aparición puede serle útil: hace que su desdeñosa amada la vea, con lo que consigue finalmente vencer su resistencia y llegar a un matrimonio feliz.
Las cuatro pinturas pertenecieron durante casi tres siglos a la familia Pucci, descendiente de la pareja que las recibió directamente de Botticelli. En el siglo XIX salieron a la venta y a principios del siglo siguiente pasaron por la colección alemana Spiridon. La colección privada del Palacio Pucci en Florencia recuperó la cuarta en 1960, mientras que las tres primeras pasaron al Museo del Prado de Madrid en 1941 mediante la donación de Francesc Cambó.
La autoría real de las pinturas ha sido muy debatida ya desde el siglo XIX. Parecía evidente, por desigualdades en el dibujo y en los tonos, que todas no habían sido realizadas por el mismo artista. Actualmente se cree que Botticelli realizó los cuatro diseños, y que fueron pintados por diversos ayudantes de su taller, como Bartolommeo da Giovanni, Jacopo dal Sellaio y Filippino Lippi. De todas formas, la calidad de algunas figuras apunta a que las pintó Botticelli, quien seguramente supervisó la realización del conjunto.
En los dos primeros paneles se narra la aparición fantasmal, en el tercero se describe el banquete que organiza Nastagio para sorprender a su novia, y en el último se muestra el banquete de bodas, final feliz de la pareja.

## Nastagio degli Onesti I

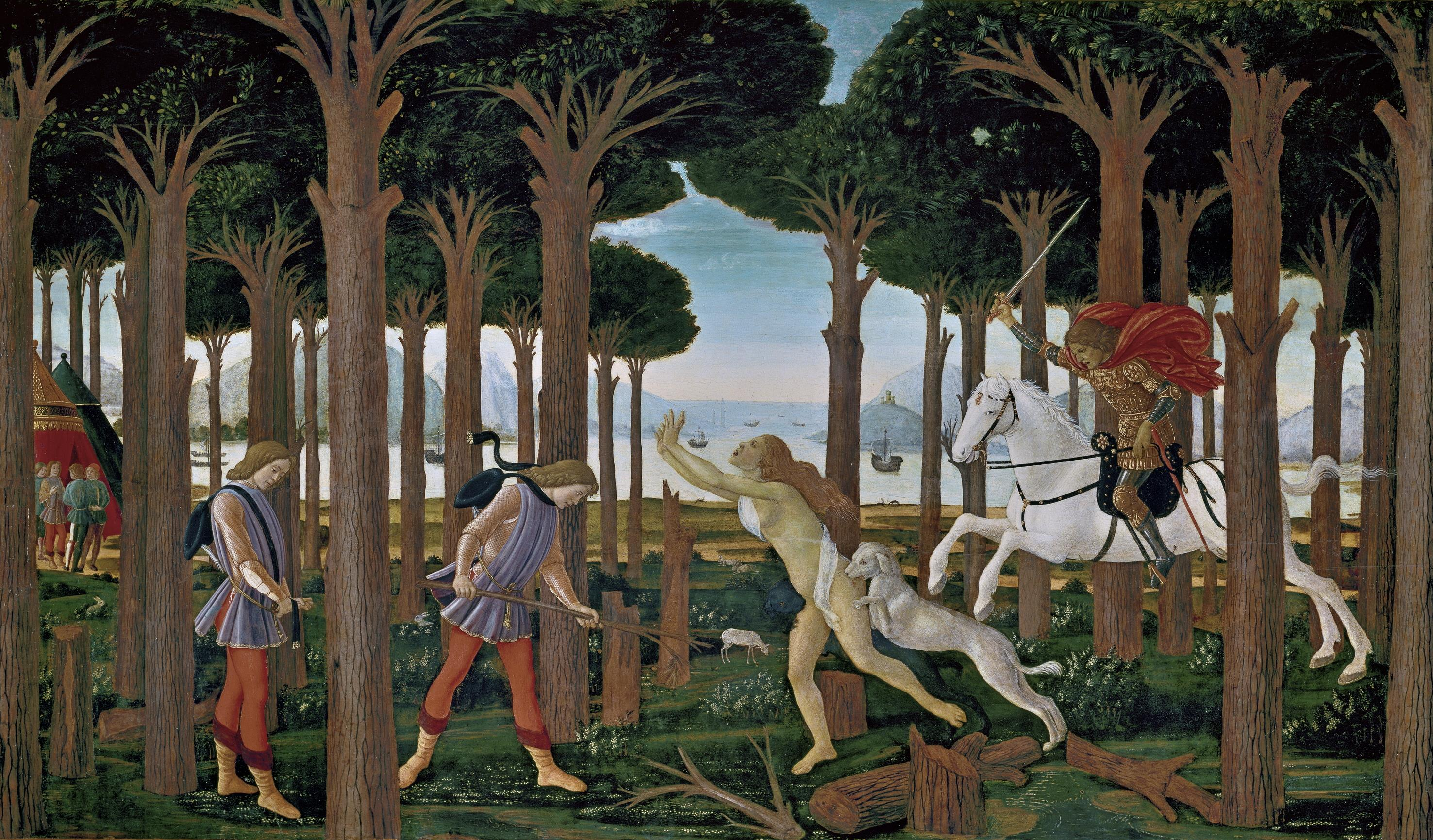
Nastagio degli Onesti, primer episodio. Museo del Prado.

El primer episodio de la serie de Nastagio degli Onesti es una obra que mide 83 cm de alto y 138 cm de ancho. Se conserva en el Museo del Prado.
Nastagio aparece representado tres veces en el mismo cuadro. A lo lejos, conversa con sus compañeros en un campamento. Ya en primer término a la izquierda, pasea cabizbajo por el rechazo de su novia, y en el centro, lucha contra los perros que atacan a una mujer desnuda. A la derecha, aparece el jinete que la persigue. La violencia de la escena en primer plano contrasta con el sereno paisaje del fondo, que pretende evocar la ciudad de Rávena. Esta forma de narrar diferentes episodios en una misma escena tiene muchos antecedentes en la pintura medieval.
Dentro de una calidad artística buena, la pintura muestra desigualdades; quizá fue pintada en parte por ayudantes, aunque las dos figuras de Nastagio en primer plano muestran más finura en los ropajes y facciones, y pudieron ser pintadas por Botticelli.

## Nastagio degli Onesti II

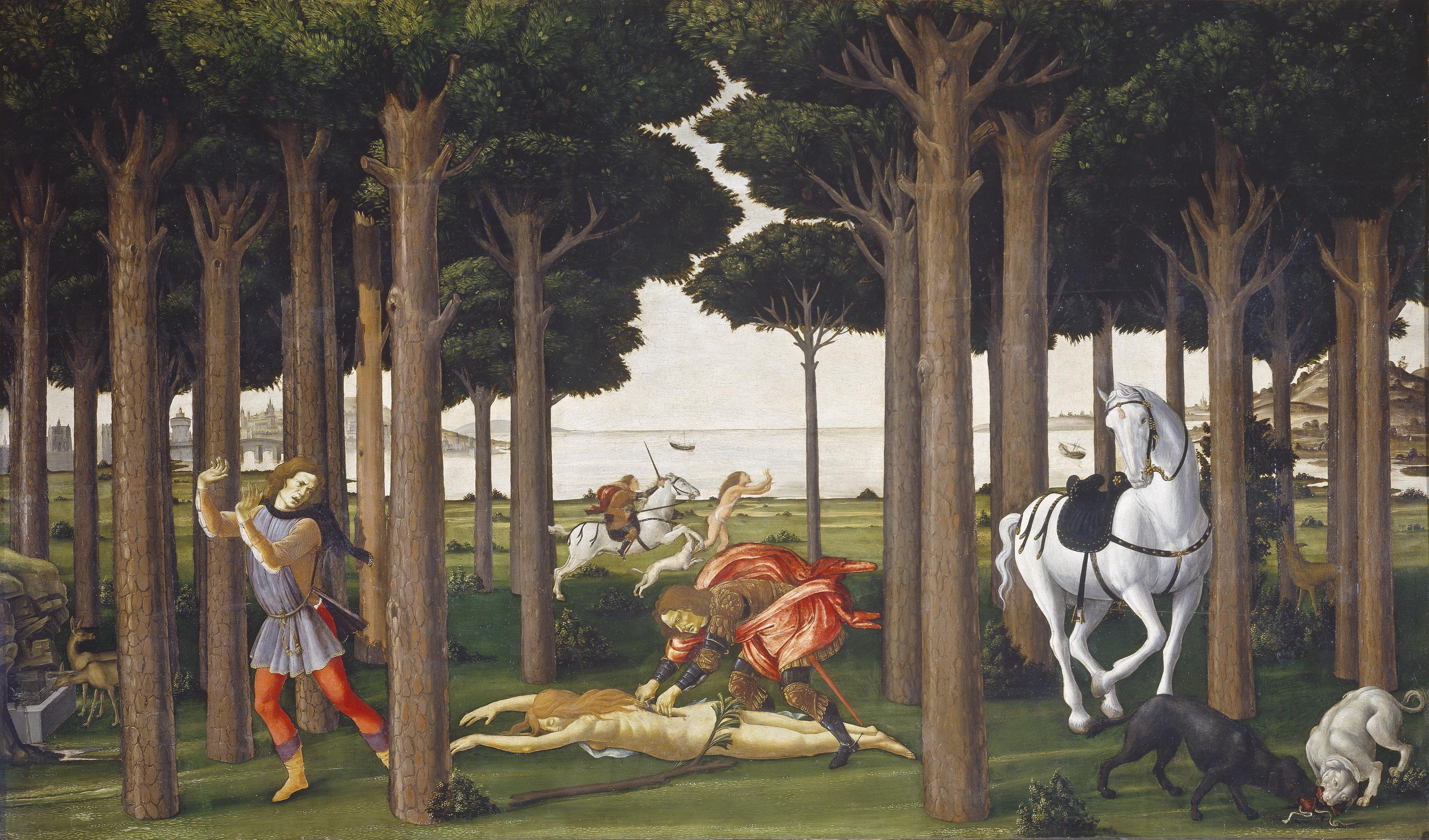
Nastagio degli Onesti, segundo episodio. Museo del Prado.

El segundo episodio de Nastagio degli Onesti tiene exactamente las mismas medidas que el primer panel. Se conserva, al igual del primer y el tercer cuadro, en el museo del Prado.
El cuadro muestra, a la izquierda, al joven Nastagio, que retrocede horrorizado por la aparición en el centro. La mujer ha resultado muerta y el caballero le hace un tajo en la espalda para sacarle el corazón y arrojarlo a los perros, lo que sucede en el extremo de la derecha. Al fondo se comprueba cómo el episodio fantasmal se repite con una nueva persecución. Esta escena en la lejanía está centrada y enmarcada por los troncos de los árboles. De esta manera quedan castigados la mujer, por burlarse del amor del caballero, y este último, que se suicidó por amor.
Según algunos críticos, el refinado uso de los colores en este cuadro evidencia que lo pintó Botticelli, pero otros creen que las figuras crispadas de Nastagio y la mujer son de otro autor, acaso Filippino Lippi. El caballo blanco es considerado acaso lo mejor del cuadro y se atribuye a Botticelli con bastante seguridad. Destaca asimismo el delicado paisaje del fondo.

## Nastagio degli Onesti III

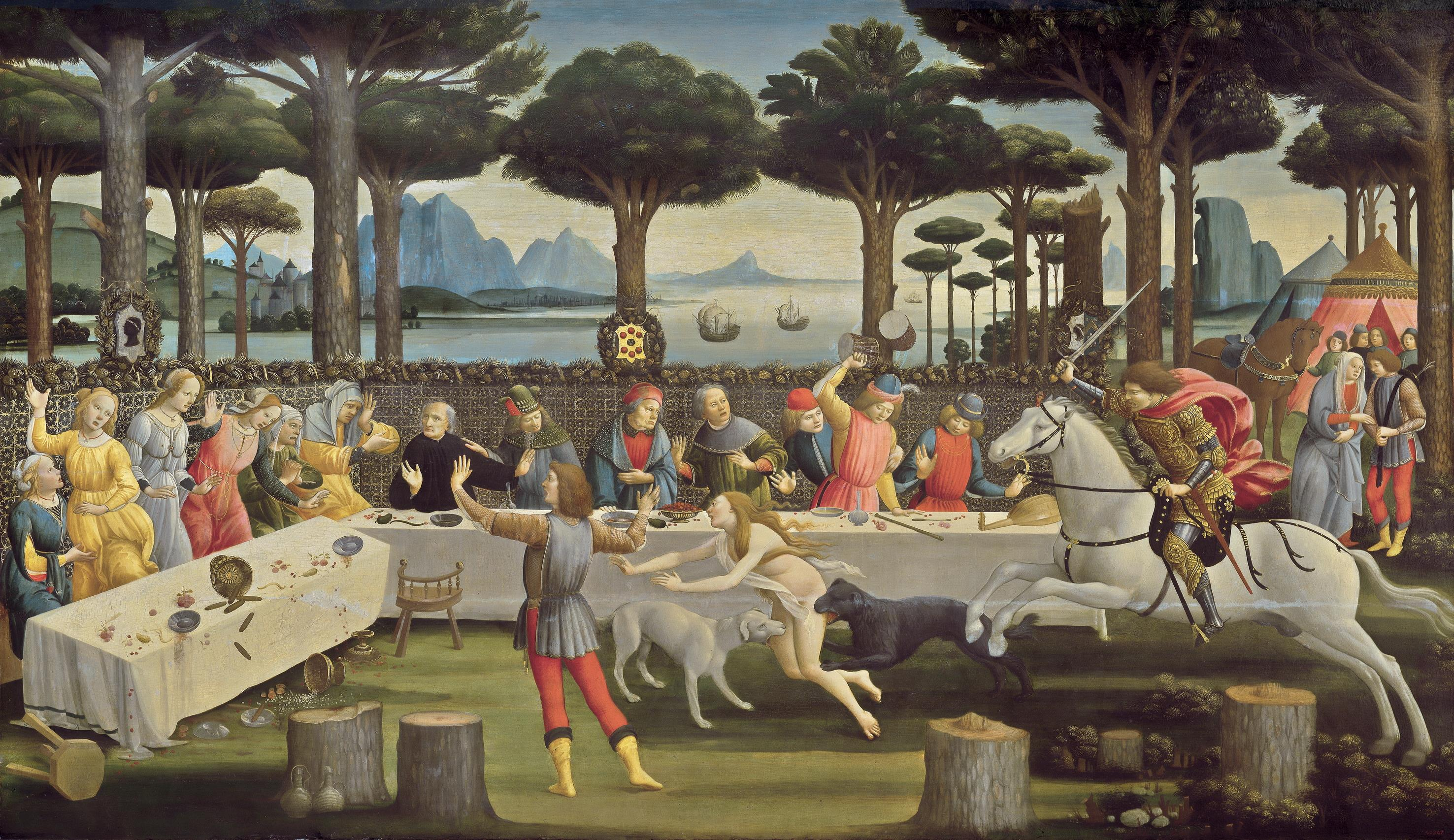
Nastagio degli Onesti, tercer episodio. Museo del Prado.

El tercer episodio de Nastagio degli Onesti, de iguales medidas que los dos anteriores, se conserva en el mismo museo.
Aquí se representa un banquete que tiene lugar en medio de un pinar. Nastagio lo ha organizado para que tanto su amada como la familia de ésta vean los fantasmas de la joven desnuda y su asesino. Así, se ve en el centro a la mujer atacada por los perros, con el jinete a la derecha. Nastagio, ligeramente a la izquierda, explica el sentido de la escena que están viendo los comensales. En el lateral derecho se ve a Nastagio hablando después con la criada de su amada, que le cuenta que la joven ha accedido a sus deseos. Se ven los escudos de los Bini y los Pucci y también, en el centro, el de los Médicis. Botticelli representa con gran detalle las mesas y los objetos del banquete, así como los diferentes rasgos de los invitados.
Dentro de las dudas en cuanto a la autoría, algún experto afirma que la figura desnuda es de altísima calidad, y que fue pintada personalmente por Botticelli. También algunos de los comensales, como la novia vestida de blanco, están caracterizados con facciones individualizadas y destacan sobre el resto de las figuras, por lo que pudieron ser pintados por el maestro.

## Nastagio degli Onesti IV

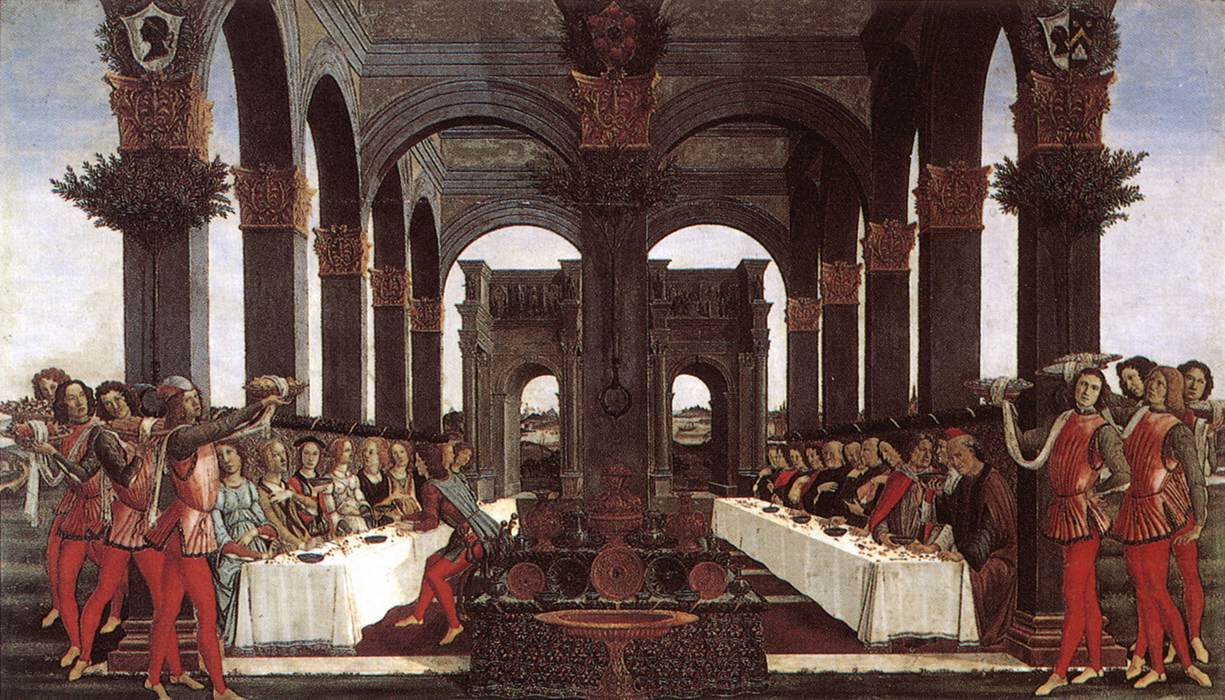
Nastagio degli Onesti, cuarto episodio. Palacio Pucci de Florencia.

El cuarto y último episodio de Nastagio degli Onesti es una obra de dimensiones diferentes a las otras tres de la serie, siendo ligeramente más grande: mide 84 cm de alto y 142 cm de ancho.
Forma parte de la colección privada del Palacio Pucci en Florencia y es la única escena que permanece en su sede original, si bien gracias a una recompra reciente, en una subasta celebrada en 1960. En su momento fue vendida en el extranjero como las demás.
Se distingue también de los otros porque, a diferencia de ellos, se presenta como una sola escena: el banquete de bodas de Nastagio y su novia. Hay dos filas de mesas colocadas bajo unos soportales, con un arco de triunfo al fondo.
Aquí pueden verse también los escudos de los Pucci y los Bini.
De las cuatro pinturas, es considerada la de menor calidad y casi ningún experto defiende que Botticelli la pintase, ni siquiera parcialmente.